# Julia Bond
Julia Bond (Long Beach, 26 februari 1987) is een Amerikaanse pornoactrice.

## Biografie
Bond begon met het maken van pornofilms in 2005 toen ze 18 was. Veel van haar films bevatten interraciale scènes. Ook staat ze bekend vanwege de vele tatoeages over haar lichaam. Bond heeft interviews gegeven in diverse Amerikaanse talkshows zoals The Tonight Show (2005) en The Jerry Springer Show (2006). In 2006 deed Bond mee aan het eerste seizoen van de realityshow My Bare Lady waarin Amerikaanse pornoactrices gevolgd worden terwijl ze acteerlessen krijgen en in klassieke dramaproducties optreden. 

## Filmografie (selectie)
- Ass Masterpiece (Naughty America)
- Big Cock Seductions # 23
- Craving Big Cocks # 7
- Eighteen 'n Interracial # 18
- Jungle Love # 5
- Little White Slave Girls # 10
- My Sister's Hot Friend (Naughty America)
- Naughty Office (Naughty America)
- Reality Teens # 4
- Teen Dreams # 11
- What An Ass
- Big Wet Asses # 11
- Diary of Julia Bond
- All for my ass